# 跟上旋律
《跟上旋律》（英語：Into the Groove）是美國女歌手瑪丹娜在1985年7月發行的歌曲，它同時也是同一年上映的電影《神秘約會》（英語：Desperately Seeking Susan）主題曲。〈跟上旋律〉在英國地區推出單曲銷售時獲得佳績，成為瑪丹娜首支全英冠軍單曲。

## 資料

### 歌曲簡介
1985年的《神秘約會》（Desperately Seeking Susan）可說是瑪丹娜第一部主演的電影，不過這部電影有兩位女主角，另一位是羅珊娜·艾奎特（Rosanna Arquette）。《神秘約會》是描述一個傳統保守的家庭主婦和一個玩世不恭作風大膽的女子之間，牽扯到喪失記憶以及冒用身分的喜劇電影。這已是瑪丹娜繼電影《奪標27秒》（Vision Quest）主題曲〈為你瘋狂〉後，第二次為電影獻唱主題曲，〈跟上旋律〉承襲了她一貫的舞曲曲風，節奏輕快旋律易記。
2003年，瑪丹娜重新將這首歌混音編寫為〈Into The Hollywood Groove〉，由她和「嘻哈教母」蜜西·艾莉特（Missy Elliott）合唱。

### 商業成績
〈跟上旋律〉在美國未推出單曲，而是放在瑪丹娜第5名的單曲〈天使〉B面發行，在1985年6月29日獲得舞曲榜兩週冠軍。在英國〈跟上旋律〉則獨立發行單曲，結果大受歡迎，在1985年7月27日登上英國單曲榜冠軍，同時蟬連了四週，成為瑪丹娜第一首英國冠軍單曲。在此之前，瑪丹娜在英國單曲榜最好的成績是獲得亞軍的〈為你瘋狂〉。1989年5月27日，唱片公司將兩首全英冠軍單曲〈跟上旋律〉以及〈她是誰〉在英國推出雙單曲，但這回在英國單曲榜僅拿下第99名的成績。
瑪丹娜於1984年11月12日首批發行的《宛如處女》（英語：Like a Virgin）專輯中並沒有收錄〈跟上旋律〉這首單曲，1985年重新發行的版本才將這首單曲收錄進去，但僅限北美以外地區的重新發行版本，美國發行的版本以及2001年重新灌錄版本並沒有收錄這首單曲。